# Association sportive madinet Oran (basket-ball)
Pour le club omnisport, voir Association sportive madinet Oran.
Maillots
Dernière mise à jour : 9 juin 2020.
L'Association Sportive Madinet Oran (section Basket-ball) (arabe : الجمعية الرياضية لمدينة وهران), plus couramment abrégé en ASM Oran ou encore en ASMO, est l'une des nombreuses sections du club omnisports basé à Oran.

## Palmarès
- Champion d'Algérie (3)
  - Champion : 1963, 1964 et 1965.

- Coupe d'Algérie (1)
  - Vainqueur : 1969.

## Logos et couleurs

### Anciens logos
Les couleurs Verts et Blancs et le logo avec le Croissant et l'étoile ont été inspirées de l'Islam.

Ancien logo du club
Ancien logo du club
Ancien logo du club
Logo actuel du club

## Personnalités du club

### Joueurs emblématiques
- Ahmed Brahiti
- Boutaleb Mohamed
- Kaddour Bilekhdar
- Ali Benmessaoud
- Noureddine Benmessaoud
- Mohamed Brahimi
- Mâamar Brahimi
- Ahmed Mimoun
- Noureddine Chouicha

#### Siège
Le Siège de l'Association Sportive Madinet Oran se trouve au 28 Boulevard Dr Benzerdjeb Mdina Jdida, Oran.